# Mirko Ivanić
Mirko Ivanić (ur. 13 września 1993 w Bačkim Jaraku) – czarnogórski piłkarz serbskiego pochodzenia grający na pozycji pomocnika w Crvenej zveździe.

## Życie osobiste
Syn Vukašina i Gordany, ma starszego brata Dalibora.

## Kariera klubowa
Treningi piłkarskie rozpoczął w Mladosti Bački Jarak, z której w wieku 12 lat trafił do Vojvodiny Nowy Sad. W sierpniu 2012 został włączony do pierwszej drużyny tego klubu, z którą podpisał czteroletni kontrakt. W sierpniu 2012 został wypożyczony na pół roku do Proleteru Nowy Sad. W sierpniu 2013 ponownie został wypożyczony na pół roku do Proleteru. W listopadzie 2015 przedłużył o rok umowę z klubem. W lutym 2016 przeszedł do BATE Borysów, a w sezonie 2016, 2017 i 2018 zdobył z tym klubem mistrzostwo Białorusi. W lutym 2019 podpisał trzyipółletni kontrakt z Crveną zvezdą. W październiku 2021 przedłużył kontrakt z klubem do 2025 roku.

## Kariera reprezentacyjna
Młodzieżowy reprezentant Serbii. Był w składzie serbskiej kadry U-21 na Mistrzostwa Europy 2015, jednakże nie wystąpił w żadnym spotkaniu tych zawodów. W 2017 zadeklarował chęć reprezentowania Czarnogóry. W reprezentacji tego kraju zadebiutował 26 marca 2017 w przegranym 1:2 meczu z Polską. 27 marca 2018 w zremisowanym 2:2 spotkaniu z Turcją strzelił swojego pierwszego gola w kadrze.
7 czerwca 2019, wraz z Filipem Stojkoviciem (obaj urodzili się w Serbii), odmówił występu w meczu z Kosowem w eliminacjach do Euro 2020; również serbski selekcjoner Ljubiša Tumbaković odmówił poprowadzenia kadry w tym spotkaniu, za co został zwolniony następnego dnia.

## Osiągnięcia
- Mistrzostwo Białorusi: 2016, 2017
- Puchar Serbii: 2013/2014
- Puchar Białorusi: 2015/2016